# MG MGB
MGB er en to-dørs sportsvogn der blev produceret fra 1962 til 1980 af British Motor Corporation (BMC), senere Austin-Morris-afdelingen af British Leyland, som en fire-cylinders sportsvogn. Den blev annonceret og dens detaljer blev vist første gang den 19. september 1962. Varianter af bilen inkluderer MGB GT tre-dørs 2+2 coupé (1965–1980), sekscylindret sportsvogn og coupé MGC (1967–69), og en ottecylinders 2+2 coupé i form af MGB GT V8 (1973–76).
Den erstattede MGA i 1962, og produktionen og dens varianter stoppede i 1980. Det samledes salgstal for MGB, MGC og MGB GT V8 er 523.836 biler. Efter en 12-års pause blev MGB atter sat i produktion som de stærkt modificerede MG RV8 med et begrænset antal på 2.000 biler før den blev erstattet af MG F i 1995.